# US Open de 2013
O US Open de 2013 foi um torneio de tênis disputado nas quadras duras do USTA Billie Jean King National Tennis Center, no Flushing Meadows-Corona Park, no distrito do Queens, em Nova York, nos Estados Unidos, entre 26 de agosto e 9 de setembro. Corresponde à 46ª edição da era aberta e à 133ª de todos os tempos.
Andy Murray e Serena Williams eram os atuais campeões em simples. Serena defendeu seu título, enquanto que Andy Murray caiu nas quartas de final. O título masculino foi conquistado por Rafael Nadal.

## Pontuação e premiação

### Distribuição de pontos
ATP e WTA informam suas pontuações em Grand Slam, distintas entre si, em simples e em duplas. A ITF responde exclusivamente pelos juvenis e cadeirantes.
Considerado torneio amistoso, o de duplas mistas não gera pontos.
No juvenil, os simplistas jogam duas fases de qualificatório, mas só os que passam à chave principal pontuam. Em duplas, a pontuação é por jogador. Os campeões de ambas modalidades recebem pontos adicionais de bônus (os valores da tabela já somam as duas pontuações).
Este é o último ano que WTA e ITF, no juvenil, usam esse sistema de pontos.

#### Profissional
| Evento            | V    | F    | SF  | QF  | R16 | R32 | R64 | R128 | Q  | Q3 | Q2 | Q1 |
| Simples masculino | 2000 | 1200 | 720 | 360 | 180 | 90  | 45  | 10   | 25 | 16 | 8  | 0  |
| Duplas masculinas | 2000 | 1200 | 720 | 360 | 180 | 90  | 0   | —    | —  | —  | —  | —  |
| Simples feminino  | 2000 | 1400 | 900 | 500 | 280 | 160 | 100 | 5    | 60 | 50 | 40 | 2  |
| Duplas femininas  | 2000 | 1400 | 900 | 500 | 280 | 160 | 5   | —    | —  | —  | —  | —  |

| Evento            | V   | F   | SF  | QF | R16 | R32 | R64 | Q  | Q2 | Q1 |
| Simples Masculino | 500 | 180 | 120 | 80 | 50  | 30  | 25* | 20 | 0  | 0  |
| Simples Feminino  | 500 | 180 | 120 | 80 | 50  | 30  | 25* | 20 | 0  | 0  |
| Duplas Masculinas | 360 | 120 | 80  | 50 | 30  | 0   | —   | —  | —  | —  |
| Duplas Femininas  | 360 | 120 | 80  | 50 | 30  | 0   | —   | —  | —  | —  |

| Evento               | V   | F   | SF/3º lugar | QF/4º lugar |
| Simples              | 800 | 500 | 375         | 100         |
| Duplas               | 800 | 500 | 100         | —           |
| Simples tetraplégico | 800 | 500 | 375         | 100         |
| Duplas tetraplégicas | 800 | 100 | —           | —           |

### Premiação
A premiação geral aumentou 34,1% em relação a 2012. Os títulos de simples tiveram um acréscimo de US$ 700.000 cada.
O US Open possui o mesmo número de participantes - 128 - nas chaves do qualificatório masculino e feminino, o que não acontece nos outros Slam. Os valores para duplas são por par. Diferentemente da pontuação, não há recompensa aos vencedores do qualificatório.
Entre os cadeirantes, além de simples e duplas, há a adição dos mesmos eventos para tetraplégicos, o que também ocorre no Australian Open. Contudo, os valores dos prêmios não são detalhados, constando o total em "Outros eventos". Os juvenis não são pagos.
| Evento        | V             | F             | SF          | QF          | Últimos 16  | Últimos 32 | Últimos 64 | Últimos 128 | Q3         | Q2        | Q1        |
| Contemplados  | 1             | 1             | 2           | 4           | 8           | 16         | 32         | 64          | 16         | 32        | 64        |
| Simples (2)   | US$ 2.600.000 | US$ 1.300.000 | US$ 650.000 | US$ 325.000 | US$ 165.000 | US$ 93.000 | US$ 53.000 | US$ 32.000  | US$ 12.028 | US$ 7.911 | US$ 4.100 |
| Duplas (2)    | US$ 460.000   | US$ 230.000   | US$ 115.000 | US$ 58.000  | US$ 30.000  | US$ 18.750 | US$ 12.500 | —           | —          | —         | —         |
| Duplas mistas | US$ 150.000   | US$ 70.000    | US$ 30.000  | US$ 15.000  | US$ 10.000  | US$ 5.000  | —          | —           | —          | —         | —         |

Outros eventos: US$ 570.000
Total dos eventos: US$ 32.774.000
Per diem (estimado): US$ 1.478.000
Total da premiação: US$ 34.252.000

### Premiação extra
O US Open Series é a série de torneios preparatórios para o Grand Slam norte-americano. A campanha dos tenistas de simples gera pontos. Os três maiores pontuadores, de ambos os gêneros, asseguram o direito de ganhar um prêmio extra em dinheiro, dependendo de seus desempenhos em Nova York, de acordo com a tabela abaixo.
| US Open Series de 2013 | US Open Series de 2013 | US Open Series de 2013 | US Open Series de 2013 | US Open Series de 2013 | US Open Series de 2013 | US Open Series de 2013 | US Open Series de 2013 | US Open Series de 2013 | US Open Series de 2013 | US Open Series de 2013 |
| --- | ---------------------- | ---------------------- | ---------------------- | ---------------------- | ---------------------- | ---------------------- | ---------------------- | ---------------------- | ---------------------- | ---------------------- |
| Torneios participantes: Atlanta, Washington, Montreal, Cincinnati e Winston-Salem (ATP); Stanford, Carlsbad, Toronto, Cincinnati e New Haven (WTA) |                        |                        |                        |                        |                        |                        |                        |                        |                        |                        |
| Posição/Fase | V                      | F                      | SF                     | QF                     | 4ª fase                | 3ª fase                | 2ª fase                | 1ª fase                | Premiados              | Premiados              |
| 1º lugar | US$ 1.000.000          | US$ 500.000            | US$ 250.000            | US$ 125.000            | US$ 70.000             | US$ 40.000             | US$ 25.000             | US$ 15.000             | Rafael Nadal           | US$ 1.000.000          |
| 1º lugar | US$ 1.000.000          | US$ 500.000            | US$ 250.000            | US$ 125.000            | US$ 70.000             | US$ 40.000             | US$ 25.000             | US$ 15.000             | Serena Williams        | US$ 1.000.000          |
| 2º lugar | US$ 500.000            | US$ 250.000            | US$ 125.000            | US$ 62.500             | US$ 35.000             | US$ 20.000             | US$ 12.500             | US$ 7.500              | John Isner             | US$ 20.000             |
| 2º lugar | US$ 500.000            | US$ 250.000            | US$ 125.000            | US$ 62.500             | US$ 35.000             | US$ 20.000             | US$ 12.500             | US$ 7.500              | Victoria Azarenka      | US$ 250.000            |
| 3º lugar | US$ 250.000            | US$ 125.000            | US$ 62.500             | US$ 31.250             | US$ 17.500             | US$ 10.000             | US$ 6.250              | US$ 3.750              | Juan Martín del Potro  | US$ 6.250              |
| 3º lugar | US$ 250.000            | US$ 125.000            | US$ 62.500             | US$ 31.250             | US$ 17.500             | US$ 10.000             | US$ 6.250              | US$ 3.750              | Agnieszka Radwańska    | US$ 17.500             |

## Cabeças de chave

### Simples

#### Masculino
| #  | Rk | Jogador               | Pontos | Pontos a defender | Pontos ganhos | Nova pontuação | Status                                                  |
| -- | -- | --------------------- | ------ | ----------------- | ------------- | -------------- | ------------------------------------------------------- |
| 1  | 1  | Novak Djokovic        | 10,980 | 1,200             | 1,200         | 10,980         | Vice-campeão, perdeu para Rafael Nadal [2]              |
| 2  | 2  | Rafael Nadal          | 8,860  | 0                 | 2,000         | 10,860         | Campeão, venceu Novak Djokovic [1]                      |
| 3  | 3  | Andy Murray           | 8,700  | 2,000             | 360           | 7,060          | Quartas de final, perdeu para Stanislas Wawrinka [9]    |
| 4  | 4  | David Ferrer          | 7,210  | 720               | 360           | 6,850          | Quartas de final, perdeu para Richard Gasquet [8]       |
| 5  | 5  | Tomáš Berdych         | 5,075  | 720               | 180           | 4,535          | Quarta rodada, perdeu para Stanislas Wawrinka [9]       |
| 6  | 6  | Juan Martín del Potro | 4,740  | 360               | 45            | 4,425          | Segunda rodada, perdeu para Lleyton Hewitt              |
| 7  | 7  | Roger Federer         | 4,695  | 360               | 180           | 4,515          | Quarta rodada, perdeu para Tommy Robredo [19]           |
| 8  | 9  | Richard Gasquet       | 2,625  | 180               | 720           | 3,165          | Semifinais, perdeu para Rafael Nadal [2]                |
| 9  | 10 | Stanislas Wawrinka    | 2,610  | 180               | 720           | 3,150          | Semifinais, perdeu para Novak Djokovic [1]              |
| 10 | 11 | Milos Raonic          | 2,555  | 180               | 180           | 2,555          | Quarta rodada, perdeu para Richard Gasquet [8]          |
| 11 | 12 | Kei Nishikori         | 2,405  | 90                | 10            | 2,325          | Primeira rodada, perdeu para Daniel Evans (Q)           |
| 12 | 13 | Tommy Haas            | 2,185  | 10                | 90            | 2,265          | Terceira rodada, perdeu para Mikhail Youzhny [21]       |
| 13 | 14 | John Isner            | 2,025  | 90                | 90            | 2,025          | Terceira rodada, perdeu para Philipp Kohlschreiber [22] |
| 14 | 15 | Jerzy Janowicz        | 2,110  | 10                | 10            | 2,110          | Primeira rodada, perdeu para Máximo González (Q)        |
| 15 | 16 | Nicolás Almagro       | 2,110  | 180               | 10            | 1,940          | Primeira rodada, perdeu para Denis Istomin              |
| 16 | 18 | Fabio Fognini         | 2,025  | 90                | 10            | 1,945          | Primeira rodada, perdeu para Rajeev Ram                 |
| 17 | 20 | Kevin Anderson        | 1,740  | 10                | 45            | 1,775          | Segunda rodada, perdeu para Marcos Baghdatis            |
| 18 | 21 | Janko Tipsarević      | 1,685  | 360               | 180           | 1,505          | Quarta rodada, perdeu para David Ferrer [4]             |
| 19 | 22 | Tommy Robredo         | 1,620  | 45                | 360           | 1,935          | Quartas de final, perdeu para Rafael Nadal [2]          |
| 20 | 23 | Andreas Seppi         | 1,550  | 10                | 90            | 1,630          | Terceira rodada, perdeu para Denis Istomin              |
| 21 | 24 | Mikhail Youzhny       | 1,475  | 10                | 360           | 1,825          | Quartas de final, perdeu para Novak Djokovic [1]        |
| 22 | 25 | Philipp Kohlschreiber | 1,445  | 180               | 180           | 1,445          | Quarta rodada, perdeu para Rafael Nadal [2]             |
| 23 | 26 | Feliciano López       | 1,435  | 90                | 90            | 1,435          | Terceira rodada, perdeu para Milos Raonic [10]          |
| 24 | 27 | Benoît Paire          | 1,415  | 45                | 10            | 1,380          | Primeira rodada, perdeu para Alex Bogomolov, Jr.        |
| 25 | 28 | Grigor Dimitrov       | 1,375  | 10                | 10            | 1,375          | Primeira rodada, perdeu para João Sousa                 |
| 26 | 29 | Sam Querrey           | 1,310  | 90                | 45            | 1,265          | Segunda rodada, perdeu para Adrian Mannarino            |
| 27 | 30 | Fernando Verdasco     | 1,325  | 90                | 10            | 1,245          | Primeira rodada, perdeu para Ivan Dodig                 |
| 28 | 31 | Juan Mónaco           | 1,275  | 10                | 10            | 1,275          | Primeira rodada, perdeu para Florian Mayer              |
| 29 | 32 | Jürgen Melzer         | 1,425  | 10                | 10            | 1,425          | Primeira rodada, perdeu para Evgeny Donskoy             |
| 30 | 33 | Ernests Gulbis        | 1,191  | 45                | 10            | 1,156          | Primeira rodada, perdeu para Andreas Haider-Maurer      |
| 31 | 34 | Julien Benneteau      | 1,185  | 45                | 90            | 1,230          | Terceira rodada, perdeu para Tomáš Berdych [5]          |
| 32 | 35 | Dmitry Tursunov       | 1,190  | 16                | 90            | 1,264          | Terceira rodada, perdeu para Richard Gasquet [8]        |

##### Desistências
| Rk | Jogador            | Points | Pontos a defender | Pontos ganhos | Desistiu devido à    |
| -- | ------------------ | ------ | ----------------- | ------------- | -------------------- |
| 8  | Jo-Wilfried Tsonga | 3,470  | 45                | 3,425         | Lesão no joelho      |
| 17 | Gilles Simon       | 2,040  | 90                | 1,950         | Pertússis            |
| 19 | Marin Čilić        | 1,805  | 360               | 1,445         | Suspensão por doping |

#### Feminino
| #  | Rk | Jogadora                 | Pontos | Pontos a defender | Pontos ganhos | Nova pontuação | Status                                                     |
| -- | -- | ------------------------ | ------ | ----------------- | ------------- | -------------- | ---------------------------------------------------------- |
| 1  | 1  | Serena Williams          | 12,260 | 2,000             | 2,000         | 12,260         | Campeã, venceu Victoria Azarenka [2]                       |
| 2  | 2  | Victoria Azarenka        | 9,505  | 1,400             | 1,400         | 9,505          | Vice-campeã, perdeu para Serena Williams [1]               |
| 3  | 4  | Agnieszka Radwańska      | 6,335  | 280               | 280           | 6,335          | Quarta rodada, perdeu para Ekaterina Makarova [24]         |
| 4  | 5  | Sara Errani              | 5,125  | 900               | 100           | 4,325          | Segunda rodada, perdeu para Flavia Pennetta                |
| 5  | 6  | Li Na                    | 4,825  | 160               | 900           | 5,565          | Semifinais, perdeu para Serena Williams [1]                |
| 6  | 8  | Caroline Wozniacki       | 3,490  | 5                 | 160           | 3,645          | Terceira rodada, perdeu para Camila Giorgi (Q)             |
| 7  | 9  | Petra Kvitová            | 3,290  | 280               | 160           | 3,170          | Terceira rodada, perdeu para Alison Riske (WC)             |
| 8  | 10 | Angelique Kerber         | 3,420  | 280               | 280           | 3,420          | Quarta rodada, perdeu para Carla Suárez Navarro [18]       |
| 9  | 11 | Jelena Janković          | 3,125  | 160               | 280           | 3,245          | Quarta rodada, perdeu para Li Na [5]                       |
| 10 | 12 | Roberta Vinci            | 3,065  | 500               | 500           | 3,065          | Quartas de final, perdeu para Flavia Pennetta              |
| 11 | 13 | Samantha Stosur          | 3,210  | 500               | 5             | 2,715          | Primeira rodada, perdeu para Victoria Duval (Q)            |
| 12 | 14 | Kirsten Flipkens         | 2,961  | 160               | 5             | 2,806          | Primeira rodada, perdeu para Venus Williams                |
| 13 | 15 | Ana Ivanovic             | 2,940  | 500               | 280           | 2,720          | Quarta rodada, perdeu para Victoria Azarenka [2]           |
| 14 | 16 | Maria Kirilenko          | 2,620  | 160               | 160           | 2,620          | Terceira rodada, perdeu para Simona Halep [21]             |
| 15 | 17 | Sloane Stephens          | 2,925  | 160               | 280           | 3,045          | Quarta rodada, perdeu para Serena Williams [1]             |
| 16 | 18 | Sabine Lisicki           | 2,615  | 5                 | 160           | 2,770          | Terceira rodada, perdeu para Ekaterina Makarova [24]       |
| 17 | 19 | Dominika Cibulková       | 2,281  | 160               | 5             | 2,126          | Primeira rodada, perdeu para Elina Svitolina               |
| 18 | 20 | Carla Suárez Navarro     | 2,375  | 100               | 500           | 2,775          | Quartas de final, perdeu para Serena Williams [1]          |
| 19 | 21 | Sorana Cîrstea           | 2,250  | 100               | 100           | 2,250          | Segunda rodada, perdeu para Kurumi Nara (Q)                |
| 20 | 22 | Nadia Petrova            | 2,212  | 280               | 5             | 1,937          | Primeira rodada, perdeu para Julia Glushko (Q)             |
| 21 | 23 | Simona Halep             | 2,450  | 100               | 280           | 2,630          | Quarta rodada, perdeu para Flavia Pennetta                 |
| 22 | 24 | Elena Vesnina            | 2,125  | 100               | 100           | 2,125          | Segunda rodada, perdeu para Karin Knapp                    |
| 23 | 25 | Jamie Hampton            | 1,881  | 5                 | 160           | 2,036          | Terceira rodada, perdeu para Sloane Stephens [15]          |
| 24 | 26 | Ekaterina Makarova       | 1,935  | 160               | 500           | 2,275          | Quartas de final, perdeu para Li Na [5]                    |
| 25 | 27 | Kaia Kanepi              | 1,781  | 0                 | 160           | 1,941          | Terceira rodada, perdeu para Angelique Kerber [8]          |
| 26 | 28 | Alizé Cornet             | 1,730  | 100               | 160           | 1,790          | Terceira rodada, perdeu para Victoria Azarenka [2]         |
| 27 | 29 | Svetlana Kuznetsova      | 1,679  | 0                 | 160           | 1,839          | Terceira rodada, perdeu para Flavia Pennetta               |
| 28 | 30 | Mona Barthel             | 1,550  | 5                 | 100           | 1,645          | Segunda rodada, perdeu para Alison Riske (WC)              |
| 29 | 31 | Magdaléna Rybáriková     | 1,575  | 160               | 5             | 1,420          | Primeira rodada, perdeu para Patricia Mayr-Achleitner (LL) |
| 30 | 32 | Laura Robson             | 1,561  | 280               | 160           | 1,441          | Terceira rodada, perdeu para Li Na [5]                     |
| 31 | 33 | Klára Zakopalová         | 1,600  | 5                 | 5             | 1,600          | Primeira rodada, perdeu para Hsieh Su-wei                  |
| 32 | 34 | Anastasia Pavlyuchenkova | 1,560  | 100               | 160           | 1,620          | Terceira rodada, perdeu para Agnieszka Radwańska [3]       |

##### Desistências
| Rk | Jogador         | Pontos | Pontos a defender | Nova pontuação | Desistiu devido a        |
| -- | --------------- | ------ | ----------------- | -------------- | ------------------------ |
| 3  | Maria Sharapova | 8,766  | 900               | 7,866          | bursite no ombro direito |
| 7  | Marion Bartoli  | 4,365  | 500               | 3,865          | Aposentadoria            |

## Convidados à chave principal

### Simples
| - Collin Altamirano - Brian Baker - James Duckworth - Ryan Harrison - Bradley Klahn - Tim Smyczek - Guillaume Rufin - Rhyne Williams | - Ashleigh Barty - Nicole Gibbs - Vania King - Virginie Razzano - Alison Riske - Shelby Rogers - Maria Sanchez - Sachia Vickery |

| Duplas Masculinas James Blake / Jack Sock Jarmere Jenkins / Mac Styslinger Steve Johnson / Michael Russell Bradley Klahn / Sam Querrey Austin Krajicek / Denis Kudla Alex Kuznetsov / Bobby Reynolds Paul Oosterbaan / Ronnie Schneider | 1. Mallory Burdette / Taylor Townsend 2. Jill Craybas / Coco Vandeweghe 3. Lauren Davis / Grace Min 4. Daniela Hantuchová / Martina Hingis 5. Allie Kiick / Sachia Vickery 6. Melanie Oudin / Alison Riske 7. Shelby Rogers / Maria Sanchez |

#### Mistas
1. Kaitlyn Christian /  Dennis Novikov
2. Victoria Duval /  Donald Young
3. Martina Hingis /  Mahesh Bhupathi
4. Megan Moulton-Levy /  Eric Butorac
5. Melanie Oudin /  Austin Krajicek
6. Sabrina Santamaria /  Jarmere Jenkins
7. Yasmin Schnack /  Eric Roberson
8. Sloane Stephens /  Jack Sock

## Qualificados à chave principal

### Simples
| 1. Mikhail Kukushkin 2. Ivo Karlović 3. Florent Serra 4. Philipp Petzschner 5. Rogério Dutra Silva 6. Somdev Devvarman 7. Thomas Fabbiano 8. Donald Young 9. Nick Kyrgios 10. Frank Dancevic 11. Peter Gojowczyk 12. Go Soeda 13. Daniel Evans 14. Máximo González 15. Stéphane Robert 16. Albano Olivetti O seguinte jogador entrou na chave de simples como lucky loser: 1. Andrej Martin | 1. Casey Dellacqua 2. Sharon Fichman 3. Grace Min 4. Victoria Duval 5. Coco Vandeweghe 6. Duan Yingying 7. Kurumi Nara 8. Maria João Koehler 9. Vera Dushevina 10. Mirjana Lučić-Baroni 11. Chanel Simmonds 12. Michelle Larcher de Brito 13. Julia Glushko 14. Ajla Tomljanović 15. Alexandra Krunić 16. Camila Giorgi As seguinte jogadoras entrou na chave de simples como lucky loser: 1. Patricia Mayr-Achleitner 2. Olivia Rogowska |